# 1669 en science
| Années de la science : 1666 - 1667 - 1668 - 1669 - 1670 - 1671 - 1672    |
| Décennies de la science : 1630 - 1640 - 1650 - 1660 - 1670 - 1680 - 1690 |

Cet article présente les faits marquants de l'année 1669 en science.

## Événements
- 23 février : dans une lettre, Isaac Newton décrit son télescope à réflecteur et fait référence à sa théorie de la couleur[1].

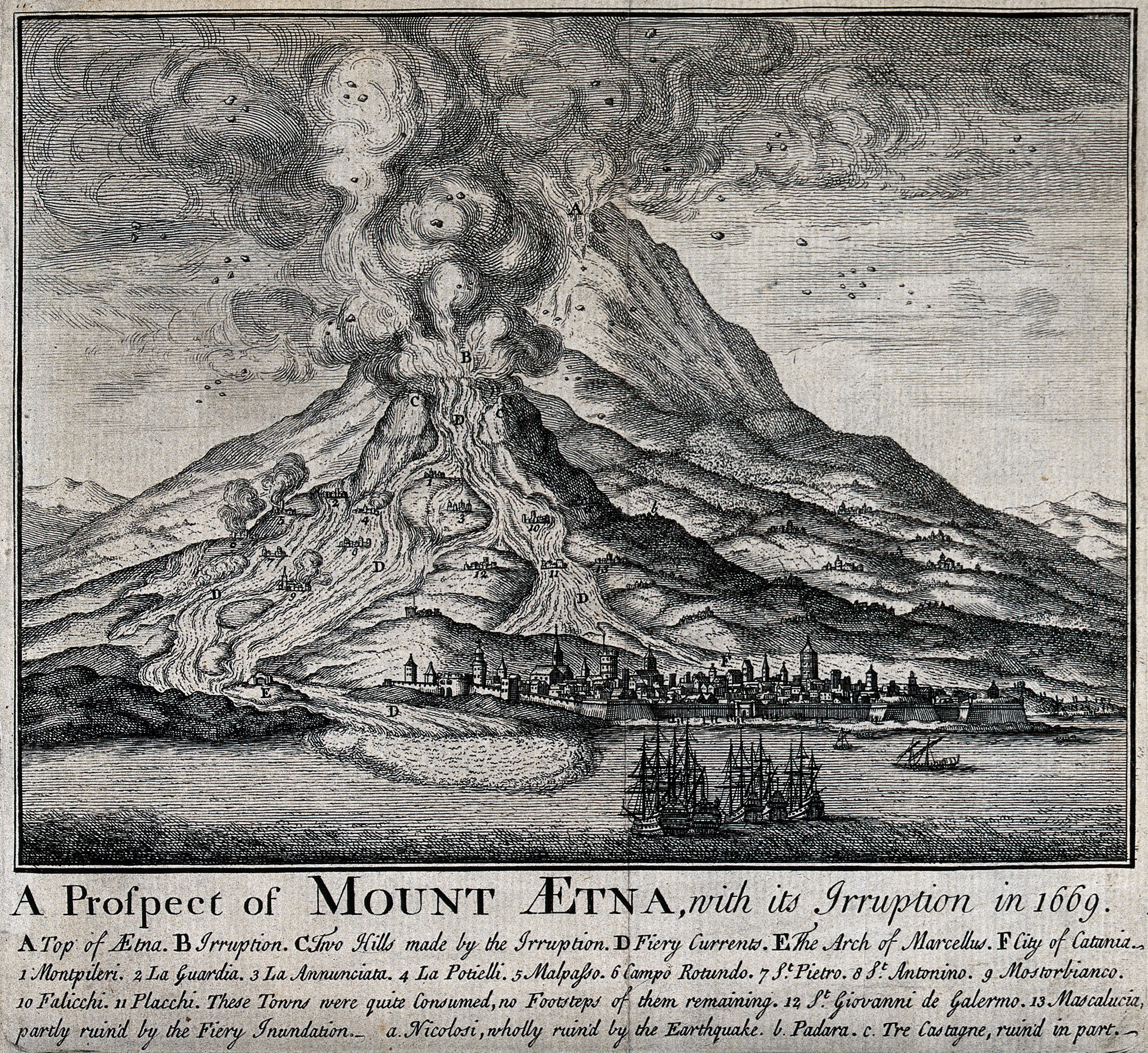
L'éruption de l'Etna en 1669.

- 11 mars-15 juillet : éruption de l'Etna. Une coulée de lave menace Catane (12 avril) avant de se déverser dans la mer (23 avril)[2]. Giovanni Alfonso Borelli étudie le phénomène de près ; il en rend compte l'année suivante dans Historia et meteorologia incendii Aetnaei anni 1669[3].

- 1er avril : le jésuite belge Ferdinand Verbiest (1623-1688) est nommé vice-président du Tribunal des Mathématiques à la cour de Chine ; il est chargé de la réforme du calendrier chinois[4].
- 4 avril : Jean-Dominique Cassini arrive à Paris[5].
- 29 octobre : Isaac Newton est nommé à la Chaire de professeur lucasien de mathématiques de l'université de Cambridge[6]

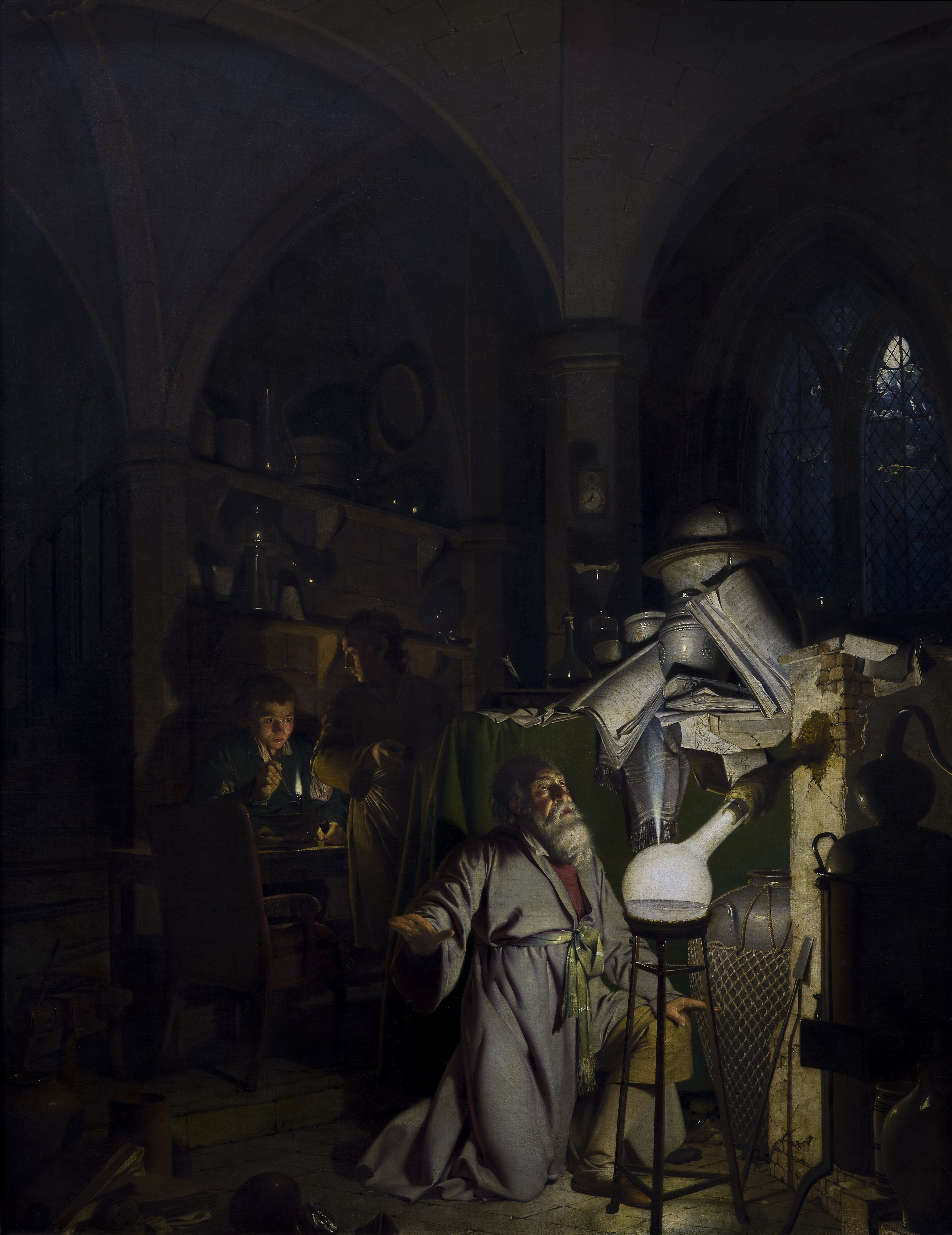
L'alchimiste découvrant le phosphore (Joseph Wright, 1771)

- Hennig Brandt (v. 1630 – 1692), alchimiste allemand de Hambourg à la recherche de la pierre philosophale, calcine des sels issus de l'évaporation d'urine avec du sable et obtient un matériau blanc qui luit dans l'obscurité, et brûle en produisant une lumière éclatante : le phosphore[7].
- Jean Picard entreprend la mesure par triangulation d'un arc de méridien terrestre d'un degré entre Paris et Amiens ; il en déduit le rayon terrestre. Ses résultats sont publiés en 1671 dans la Mesure de la terre[8].

## Publications

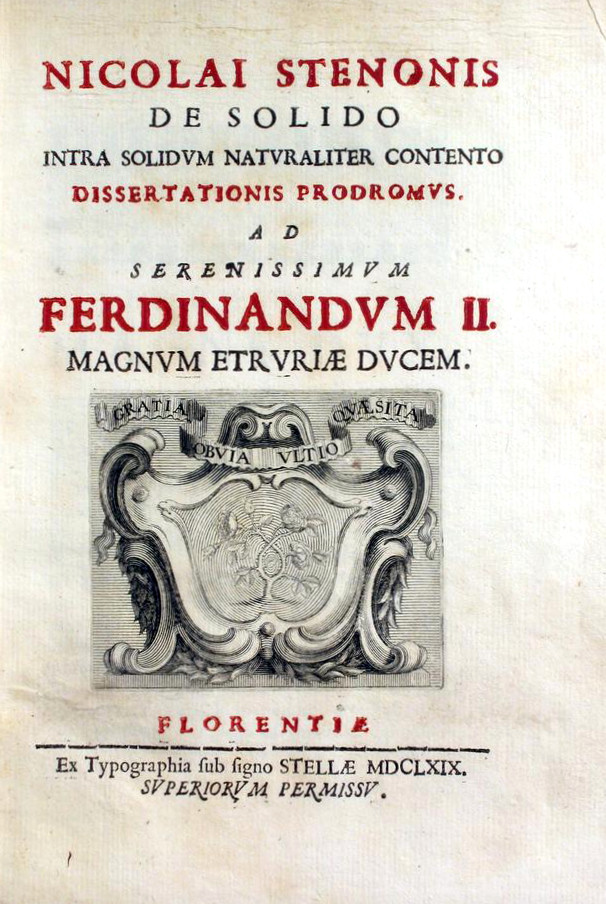
Nicolas Sténon : De Solido Dissertationis Prodromus 1669.

- Rasmus Bartholin : Experimenta crystalli islandici disdiaclastici quibus mira et insolita refractio detegitur.
- Nicolas de Fer édite une curieuse carte du canal du Midi[9] en écriture phonétique.
- Christiaan Huygens : Règles du mouvement dans la rencontre des corps, mémoire en latin.
- Nicolas Sténon : De solido intra solidum naturaliter contento dissertationis prodromus, Florence. Sténon jette les fondements de la géologie moderne[10]. Il énonce le principe de superposition (les couches sédimentaires les plus récentes recouvrent toujours les plus anciennes), principe fondamental de la stratigraphie et affirme que les fossiles sont d'origine organique[11].

## Naissances

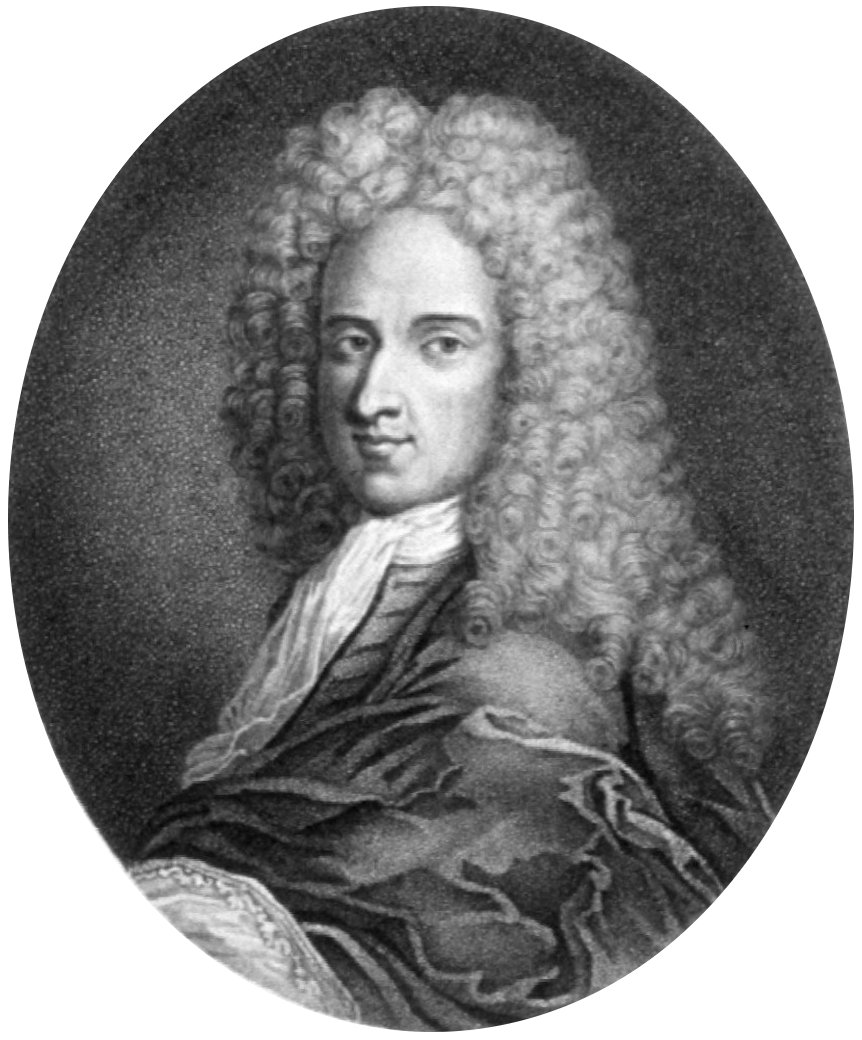
Sébastien Vaillant

- 2 avril : Jacques-Bénigne Winslow (mort en 1760), médecin français d’origine danoise.
- 26 mai : Sébastien Vaillant, (mort en 1722) botaniste français.

## Décès
- 11 avril : Nathan d'Aubigné (né en 1601), médecin, mathématicien et astrologue français.

- William Davisson (né en 1593), médecin, chimiste et botaniste français d'origine écossaise.
- Nicaise Le Febvre (né vers 1610), pharmacien français.